# Дорожное шоу
Дорожное шоу (англ. Road Show трансл. Роуд-шоу) — элемент практической подготовки компании-эмитента при выпуске её ценных бумаг (облигации, акции, и т. д.) в том числе при первичном публичном размещении (IPO). Это серия встреч с потенциальными инвесторами и аналитиками в ключевых городах мира. Как правило, проводится в странах с наиболее развитым фондовым рынком — в США, Великобритании, Германии.
Содержание «шоу» — тщательно подготовленная эмитентом и андеррайтером презентация производственной деятельности компании, её финансового положения, результатов деятельности, рынка, продуктов и услуг. Её ведёт руководство компании, которое после презентации отвечает на вопросы. Важным фактом является то, что руководство компании приезжает на территорию потенциального инвестора и рассказывает о перспективах работы с ней именно на территории инвестора.
Обычно занимает 2—3 недели, практически показывает потенциальным инвесторам возможности компании и способность руководства грамотно управлять ею.
Руководству необходимо хорошо подготовиться. Самого проспекта эмиссии недостаточно для представления. В ходе встреч могут возникнуть вопросы касательно специфики деятельности компании и её дальнейших планов работы.
На успех публичного размещения существенное влияние окажет впечатление, произведённое руководством на потенциальных инвесторов и брокеров.
В ходе дорожного шоу заполняется книга заявок, которую ведет Book Runner — то есть менеджер книги заявок, управляющий, либо ведущий андеррайтер, который формирует книгу заявок от инвесторов на покупку, выпускаемых ценных бумаг. Андеррайтер получает предварительное представление о том, сколько ценных бумаг (акций, облигаций, и т. д.) и по какой стоимости инвесторы готовы купить.
Выделяются 2 типа road-show: deal и non-deal.
Первый тип подразумевает наличие конкретной цели = осуществление сделки, к примеру, привлечение определённой суммы инвестиций.
Второй тип — отсутствие конкретной цели, формулируется основная цель, к примеру, увеличение известности, информирование о компании и т. д.
Шаги подготовки к road-show
1. Постановка цели
2. Определение инвесторов, на которых будут направлены усилия
3. Подготовка к road-show
4. Организация линии для обратной связи